# Caverne de Cotte
Pour les articles homonymes, voir Cotte.
La caverne de Cotte est une grotte de l'île de La Réunion, département et région d'outre-mer français dans le sud-ouest de l'océan Indien. Elle est située à environ 2 240 mètres d'altitude dans la plaine des Remparts, aux confins de la commune de Saint-Joseph. Ce faisant, elle relève du parc national de La Réunion. La caverne de Cotte doit son nom, d'après les récits traditionnels, à un esclave marron appelé Cotte, qui l'habita du temps de l'esclavage à Bourbon.